# یوشی آکیبا
یوشی آکیبا (ژاپنی: 秋葉 勇志؛ زادهٔ ۳۱ اکتبر ۱۹۸۵) یک بازیکن فوتبال اهل ژاپن است.
از باشگاه‌هایی که در آن بازی کرده‌است می‌توان به باشگاه فوتبال توکیو وردی اشاره کرد.